# Godfrey Mary Paul Okoye
Godfrey Mary Paul Okoye CSSp (* 19. Dezember 1913 in Ifitedunu (Eastern Region, Nigeria); † 17. März 1977) war ein römisch-katholischer Geistlicher und von 1961 bis 1970 erster Bischof von Port Harcourt, die im Zuge des Biafra-Kriegs aufgelöst wurde. Im Anschluss war er Bischof von Enugu.

## Leben
Okoye war das jüngste von acht Kindern von Okoye Nwazulu und Ada Oji. Zwischen 1931 und 1935 arbeitete er als Lehrer und, 1933 in das Priesterseminar in Onitsha ein und wurde am 27. Juli 1947 ordiniert. 1950 wurde er als zweiter Igbo in Irland als Priester in den Orden Congregatio Sancti Spiritus (CSSp) aufgenommen. Seine erste Pfarrgemeinde war in Elele.
Okoye war in die Ereignisse des Biafra-Kriegs involviert, und seine Unterstützung der Biafra löste Ängste unter anderen Priestern aus, dass sie zur Zielscheibe im Krieg würden. 1977, kurz vor einer Hernien-Operation, zerstörte Okoye seine persönlichen Aufzeichnungen mit detaillierten Angaben zu seiner Rolle im Biafra-Krieg. Kurz nach der Operation verstarb er.
Von 1962 bis 1965 nahm er am Zweiten Vatikanischen Konzil teil. 1969 gründete er den Orden der Daughters of Divine Love (DDL).

## Auszeichnungen
- 2008: Die in Enugu gegründete katholische Universität trägt seinen Namen Godfrey Okoye University.